# Беркашат
Беркашат (арм. Բերքաշատ) — село в Армавирской области Армении. Основано в 1928 году.

## География
Село расположено в южной части марза, к северу от реки Аракс, на расстоянии 4 километров к юго-западу от города Армавир, административного центра области. Абсолютная высота — 900 метров над уровнем моря.
Климат
Климат характеризуется как семиаридный (BSk в классификации климатов Кёппена). Среднегодовая температура воздуха составляет 11,7 °C. Средняя температура самого холодного месяца (января) составляет −3,4 °С, самого жаркого месяца (июля) — 25 °С. Расчётная многолетняя норма атмосферных осадков — 298 мм. Наибольшее количество осадков выпадает в мае (51 мм).

## Население
| Год переписи | Население          | Население          | Население          | Население            | Население            | Население            |
| Год переписи | Наличное население | Наличное население | Наличное население | Постоянное население | Постоянное население | Постоянное население |
| Год переписи | Всего              | Мужчины            | Женщины            | Всего                | Мужчины              | Женщины              |
| ------------ | ------------------ | ------------------ | ------------------ | -------------------- | -------------------- | -------------------- |
| 2001         | 521                | 278                | 243                | 544                  | 298                  | 246                  |
| 2011         | 505                | 266                | 239                | 520                  | 277                  | 243                  |